# 安田伊左衛門
安田 伊左衛門（やすだ いざえもん、安田 伊左衞門、1872年8月31日（明治5年7月28日） - 1958年（昭和33年）5月18日）は、日本の陸軍軍人、政治家。位階勲等は正五位勲三等旭日中綬章。軍人としての最終階級は陸軍騎兵大尉。衆議院議員ののち貴族院議員。他に日本競馬会理事長、日本中央競馬会理事長を務める。

## 生涯
- 1872年（明治5年）7月28日 - 岐阜県海津郡東江村（現海津市）に生まれる。2歳のころから馬を見て育ち、9歳で乗馬をはじめた。14歳のときに桑名の祭礼競馬で落馬し腕と足に大怪我をする。
- 1893年（明治26年） - 帝国大学農科大学卒業。在学中の講師は酒匂常明（後の農商務局長）。大学時代から陸軍乗馬学校に通っていた。卒業して実家に帰ったときの土産は馬3頭。
- 1893年（明治26年） - 陸軍騎兵第三連隊に志願。師団長の桂太郎中将と知己になる。
- 1895年（明治28年） - 陸軍騎兵少尉に任命される。志願兵の中では出世頭。
- 1895年（明治28年） - 陸軍を除隊。正八位叙任。故郷に帰り実家の農業に従事。
- 1897年（明治30年） - 岐阜県海津郡の郡会議員と参事会員に当選。
- 1898年（明治31年） - 三上定子と結婚。のちに二男五女を儲ける。
- 1899年（明治32年） - 尾張土管株式会社社長に就任。
- 1900年（明治33年） - 任陸軍騎兵中尉。
- 1901年（明治34年） - 株式会社第七十六銀行取締役に就任。
- 1901年（明治34年） - 株式会社全国肥料取次所取締役に就任。社長は加納久宜子爵（後の東京競馬倶楽部理事）。
- 1901年（明治34年） - 木曽川の大改修工事に伴う地元農村の収容に反対して訴訟を起こし勝訴。私財をもって耕地整理事業を行う。
- 1904年（明治37年） - 日露戦争開戦のため召集。陸軍騎兵第3連隊補充中隊に編入。
- 1904年（明治37年） - 留守第三師団馬匹購買委員に任命される。従七位に昇叙。
- 1904年（明治37年） - 留守第三師団軍法会議判士に任命される。
- 1905年（明治38年） - 中央馬廠戸山厩舎長に任命される。上司は大蔵平三陸軍中将（軍馬補充部長）。
- 1905年（明治38年） - 大蔵平三陸軍中将より東京競馬会設立に加わるよう依頼を受ける。
- 1905年（明治38年） - 任陸軍騎兵大尉、正七位に昇叙。
- 1906年（明治39年） - 召集解除、勲六等単光旭日章受章。
- 1906年（明治39年） - 社団法人東京競馬会設立。理事に就任。
- 1910年（明治43年） - 東京競馬倶楽部設立。理事に就任。
- 1912年（明治45年） - 衆議院議員に当選。
- 1913年（大正2年） - 東京競馬倶楽部副会長に就任。
- 1914年（大正3年） - 病のため東京競馬倶楽部理事を辞任。
- 1915年（大正4年） - 衆議院議員に当選。競馬法案成立に尽力。
- 1915年（大正4年） - 東京競馬倶楽部常務理事に就任。
- 1916年（大正5年） - 勲四等瑞宝章受章。
- 1921年（大正10年） - 社団法人帝国競馬協会設立。理事長に就任。
- 1923年（大正12年） - 東京競馬倶楽部副会長兼常務理事に就任。
- 1924年（大正13年） - 農商務省馬政委員会委員に任命。
- 1926年（大正15年） - 東京競馬倶楽部会長兼常務理事に就任。帝国競馬協会理事長辞任。
- 1927年（昭和2年） - 帝国競馬協会理事長に再選も後に辞任。同顧問に就任。東京競馬倶楽部会長辞任。同相談役に就任。
- 1928年（昭和3年） - 東京競馬倶楽部名誉会員に推薦。競馬の功労に対し日本レースクラブより銀杯、帝国競馬協会より胸像が贈られる。
- 1930年（昭和5年） - 東京競馬倶楽部名誉会長に推薦。
- 1931年（昭和6年） - 帝国馬匹協会顧問に就任。
- 1932年（昭和7年） - 東京優駿大競走（日本ダービー）を創設。
- 1936年（昭和11年） - 日本競馬会設立に伴い、設立委員、副理事長に就任。
- 1938年（昭和13年） - 日本競馬会理事長に就任。
- 1943年（昭和18年） - 日本競馬会理事長に再選。
- 1946年（昭和21年） - 貴族院議員に勅選（6月19日[2]）。
- 1947年（昭和22年） - 参議院議員選挙（全国区）に立候補するが落選。
- 1948年（昭和23年） - 日本競馬会理事長任期満了につき退任。顧問となる。
- 1954年（昭和29年） - 日本中央競馬会発足。会長に就任。
- 1958年（昭和33年）5月18日 - 老衰のため、静岡県三島市の病院で死去した[3]。85歳没。死没日付をもって正七位勲四等から正五位勲三等に叙され、旭日中綬章を追贈された[4]。

## 栄典
- 1928年（昭和3年）11月10日 - 旭日小綬章[5]

## 競馬への功績

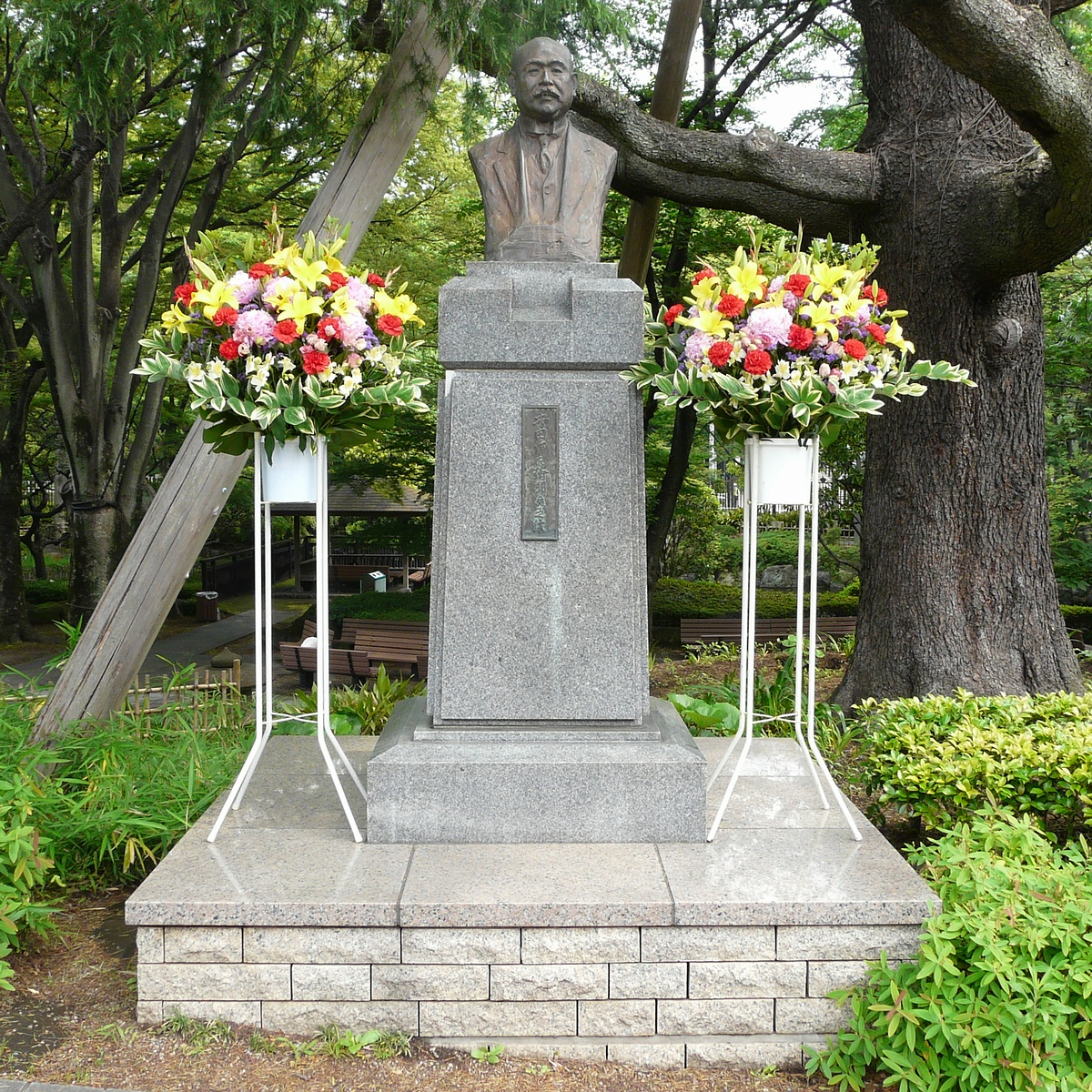
東京競馬場に設置されている胸像
（2011年撮影）

安田は「日本競馬の父」「日本ダービーの生みの親」と呼ばれる。
陸軍騎兵大尉として中央馬廠戸山厩舎長であった1904年、競馬会設立の議に加わる。
1908年に馬券の発売が禁止されると、馬券発売を合法化すべく旧競馬法の制定に奔走した。
1936年の競馬倶楽部統合、日本競馬会創設に関与。同会初代理事長松平頼寿の退任を受け、第2代理事長を勤めた。
在任中は、日本競馬のレベルアップを図るべくさまざまな改革に着手。イギリスを範としてレースの体系を整備し、日本ダービー（東京優駿大競走）をはじめとするクラシックレース五大競走の原形を作った。
1954年に日本中央競馬会が設立されると、同郷の大野伴睦の要請を受け、初代理事長に就任した。翌1955年に理事長を有馬頼寧に要請し、同会顧問となった。
1951年に安田の業績を称え、日本競馬史上初の古馬マイル重賞「安田賞」が誕生。1958年に安田が死去した後、同レースは安田記念と改称され、現在は春季の芝マイル部門チャンピオンホース決定戦として開催されている。なお、2022年は安田の生誕150年にあたることから、『安田伊左衛門生誕150周年記念』の副題を付して開催。

## 著書
- 安田伊左衛門『馬匹改良論』安田伊左衛門、1917年1月。
- ウィリアム・マグリッヂ 著、安田伊左衛門 訳、東京競馬倶楽部編 編『競走馬調教法 豪州の馬は人と語る』東京競馬倶楽部、1928年3月。NDLJP:1195622。